# Hermann Ludwig von Wartensleben

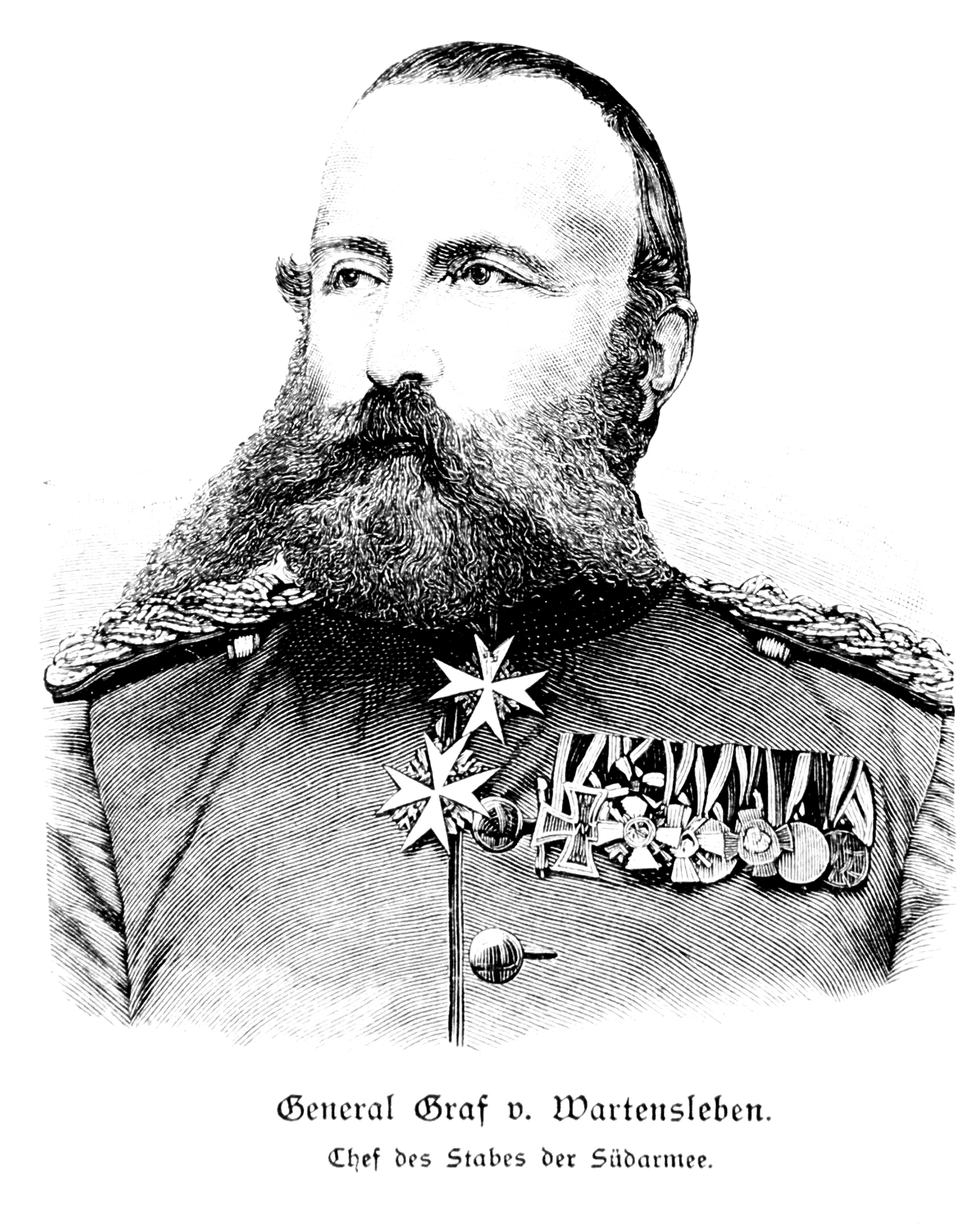
General Graf von Wartensleben

Hermann Wilhelm Ludwig Alexander Karl Friedrich Graf von Wartensleben-Carow (* 17. Oktober 1826 in Berlin; † 9. März 1921 auf Gut Karow) war preußischer General der Kavallerie und Kommendator der Provinzial-Sächsischen Genossenschaft des Johanniterordens.

## Leben

### Herkunft
Hermann Ludwig entstammte dem magdeburgischen Uradelsgeschlecht von Wartensleben und war der Sohn von Gustav Ludwig Graf von Wartensleben (1796–1886), preußischer Kammerherr, Generalleutnant a. D. und Herr auf Carow, und dessen Ehefrau Elisabeth Leopoldine Henriette Karoline Renate Agnes geb. von Goldbeck und Reinhard (* 29. August 1803 in Berlin; † 5. Mai 1869 in Castrow). Sein Bruder Ludwig von Wartensleben (* 7. Juli 1831; † 1. September 1926) war Mitglied des Preußischen Herrenhauses.

### Militärischer Werdegang

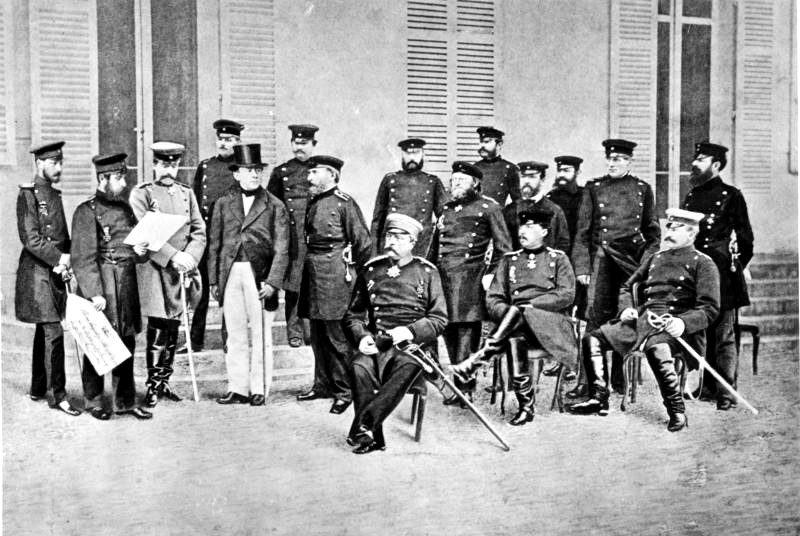
Wartensleben (ganz links) 1871 im Deutsch-Französischen Krieg, preußisches Hauptquartier in Versailles

Wartensleben besuchte wie schon sein Vater in seiner Jugend von April 1838 bis Herbst 1841 die Ritterakademie in Dom Brandenburg und anschließend das Französische Gymnasium in Berlin. Von September 1844 bis Ende März 1846 studierte Wartensleben zunächst Rechtswissenschaften an der Universität Berlin, dann an der Universität Heidelberg und war zwischen 1848 und 1850 als Auskultator in Genthin tätig. 1846 wurde er Mitglied des Corps Saxo-Borussia Heidelberg.
Er absolvierte jedoch zeitgleich ab 1. Oktober 1844 als Einjährig-Freiwilliger seinen Militärdienst bei der 2. Eskadron des 2. Garde-Landwehr-Ulanenregiments und wurde am 30. September 1845 als Unteroffizier zur Reserve entlassen. Er trat dann am 14. September 1848 als Sekondeleutnant der Kavallerie beim II. Bataillon des 26. Landwehrregiments in Burg in den aktiven Militärdienst ein, wurde im Jahr darauf zum 7. Kürassierregiment kommandiert und schließlich hier am 18. Januar 1850 angestellt. Von 1853 bis 1856 besuchte Wartensleben die Allgemeine Kriegsschule. Nach seiner Rückkehr wurde er zunächst als Regimentsadjutant verwendet und im Juni 1857 zum Topographischen Büro nach Berlin kommandiert. 1858 wurde er als Premierleutnant in den Großen Generalstab versetzt und im selben Jahr zum Hauptmann befördert. 1860 kam er als Generalstabsoffizier zur 1. Garde-Division. 1861 wurde er zum Major befördert und Eskadronchef in das Brandenburgische Husaren-Regiment Nr. 3 versetzt. Nachdem er 1863 in den Großen Generalstab zurückversetzt worden war, kämpfte er in dieser Funktion im Deutsch-Dänischen Krieg von 1864. Bis zum April 1866 blieb er im Generalstab des Oberkommandos der Elbherzogtümer. 
Im Deutschen Krieg 1866 wirkte er im Großen Hauptquartier. Weitere Stationen seiner militärischen Karriere waren 1868 im Rang eines Oberstleutnants als Abteilungschef im Generalstab, 1869 war er Oberst und Kommandeur des Brandenburgischen Dragoner-Regiments Nr. 12.
Nach Ausbruch des Deutsch-Französischen Kriegs 1870 wurde er für die Dauer des mobilen Verhältnisses zum Oberquartiermeister der I. Armee ernannt, mit der er an den Schlachten von Spichern, Colombey-Nouilly, Gravelotte, Amiens und an der Hallue teilnahm. Auch bei der Einschließung von Metz war er beteiligt und kam später als Stabschef zur Südarmee. 
Nach Ende des Krieges wurde er erneut Abteilungschef im Großen Generalstab, übernahm dann 1872 die Leitung der kriegsgeschichtlichen Abteilung und damit gleichzeitig die Redaktion des Generalstabswerkes zum Deutsch-Französischen Krieg. 
1873 wurde Wartensleben zum Generalmajor befördert. 1878 wurde er zum Kommandanten von Berlin ernannt und zugleich mit der Wahrnehmung der Geschäfte als Chef der Landgendarmerie beauftragt. Nachdem er am 1. November 1879 zum Generalleutnant befördert worden war, wurde er im Jahr darauf Kommandeur der 17. Division. Im Oktober 1884 übernahm er als Kommandierender General das III. Armee-Korps, ehe er 1886 schließlich zum General der Kavallerie befördert wurde.
Wartensleben wurde am 12. Juli 1888 in Genehmigung seines Abschiedsgesuchs unter Stellung à la suite des Dragonerregiments von Arnim zur Disposition gestellt und zog sich auf sein Gut Karow (damals Carow) bei Genthin zurück. 1903 wurde er auf Lebenszeit ins Preußische Herrenhaus berufen.

### Familie
Wartensleben heiratete am 16. Mai 1866 in Berlin Agnes von Podbielski (1846–1896), die Tochter des preußischen Generals der Kavallerie Theophil von Podbielski und dessen Ehefrau Agnes von Jagow. Ein Sohn und drei Töchter gingen aus der Ehe hervor, darunter:
- Agnes (1867–1869)
- Elisabeth Agnes (1869–1946)
- Friedrich-Wilhelm (1873–1954), Major[5] im Ulanen-Regiment „Kaiser Alexander II. von Rußland“ (1. Brandenburgisches) Nr. 3 ⚭ 1902 Adelheid von Jagow (1880–1954)

## Auszeichnungen
- Ritter des ö.-k.-Leopold-Ordens mit Kriegsdekoration im Jahre 1864
- Pour le Mérite mit Eichenlaub am 19. Januar 1873
- Hausorden der Wendischen Krone, Großkreuz mit der Krone in Gold am 9. März 1882
- Königlicher Kronen-Orden (Preußen) I. Klasse am 20. Januar 1884
- Roter Adlerorden, Großkreuz mit Eichenlaub und Schwertern am 12. Juli 1888
- Schwarzer Adlerorden am 1. Oktober 1894

## Werke
- Die Operationen der Südarmee im Januar und Februar 1871. Berlin 1872.
- Die Operationen der Ersten Armee unter General Manteuffel. Berlin 1873.
- Erinnerungen, geschrieben im Winter 1866/67. Berlin 1897.
- Feldzugsbriefe. Berlin 1898.